# جوني كيرلي
جوني كيرلي (بالإنجليزية: Johnny Curley)‏ مواليد 09 نوفمبر 1897 - الوفاة 31 ديسمبر 1982، كان ملاكم محترف بريطاني صنّف ضمن فئة وزن الريشة.

## إحصائيات
خاض خلال مسيرته 171 نزالا، فاز في 122 وتعادل في 17 وخسر في 31. فاز بالضربة القاضية في 47 نزالا.

## روابط خارجية
- جوني كيرلي على موقع بوكس ريك (الإنجليزية) (registration required)